# ザック・スチュワート
ザッカリー・ロバート・スチュワート（Zachary Robert Stewart, 1986年9月28日 - ）は、アメリカ合衆国テキサス州ウィチタ郡ウィチタフォールズ出身の元プロ野球選手（投手）。右投右打。

## 経歴

### プロ入りとレッズ傘下時代
テキサス工科大学在学時の2008年、MLBドラフト3巡目（全体84位）でシンシナティ・レッズから指名され入団。この年は大学で防御率4.98と不振だったが、プロ入り後は傘下のA級デイトン・ドラゴンズとA+級サラソタ・レッズで24試合にリリーフ登板して防御率1.04を記録し、評価を上げた。

### ブルージェイズ時代
2009年は7月31日にスコット・ローレンとのトレードで、エドウィン・エンカーナシオン、ジョシュ・レニキーと共にトロント・ブルージェイズへ移籍。シーズンオフの「ベースボール・アメリカ」誌の有望株ランキングでは球団内で最高の評価を受けた。
2010年はAA級ニューハンプシャー・フィッシャーキャッツで初めてフルシーズンを先発投手として過ごした。
2011年は打者天国として知られるAAA級ラスベガス・フィフティワンズを避ける形でAA級ニューハンプシャーに残留。6月15日に不振のカイル・ドレイベックと入れ替わる形でメジャー昇格を果たし、翌日のボルチモア・オリオールズ戦でメジャー初登板（7回2失点で勝ち負けは付かず）。

### ホワイトソックス時代
2011年7月27日にブルージェイズ、シカゴ・ホワイトソックス、セントルイス・カージナルス間での三角トレードで、ジェイソン・フレイザーと共にホワイトソックスへ移籍した。

### レッドソックス時代
2012年6月24日にケビン・ユーキリス、550万ドルの金銭との交換トレードで、ブレント・リリブリッジ外野手と共にボストン・レッドソックスへ移籍した。シーズン終了後の11月20日にDFAとなった。

### ホワイトソックス傘下時代
2012年11月28日にトレードで、ピッツバーグ・パイレーツへ移籍した 後、2013年1月24日にウェイバーで古巣・ホワイトソックスへ復帰した。
この年はメジャー登板は無く、傘下のAAA級シャーロット・ナイツでプレーし、28試合に先発登板して6勝14敗・防御率4.25・122奪三振の成績を残した。

### ブレーブス傘下時代
2014年3月10日に金銭トレードで、アトランタ・ブレーブスへ移籍した。この年もメジャー登板は無く、傘下のルーキー級ガルフ・コーストリーグ・ブレーブスとAAA級グウィネット・ブレーブスでプレーし、2球団合計で22試合（先発16試合）に登板して7勝5敗・防御率4.58・61奪三振の成績を残した。

### エンゼルス傘下時代
2015年1月29日にロサンゼルス・エンゼルス・オブ・アナハイムとマイナー契約を結んだ。開幕後は傘下のAAA級ソルトレイク・ビーズでプレーした。

### NCダイノス時代
2015年6月10日に、不振により退団したチャーリー・シレックの代役として韓国プロ野球のNCダイノスと契約を結んだ。同年はNCで8勝を記録し，年俸大幅増で2016年の再契約も結ばれた。2016年は12勝を記録したが同年限りで退団した。

### オリオールズ傘下時代
2017年1月20日にオリオールズとマイナー契約を結んだ。シーズンでは開幕から傘下のAAA級ソルトレイク・ビーズでプレーしていたが、5月2日に自由契約となった。

### 独立リーグ時代
2018年3月20日に独立リーグ・アトランティックリーグのニューブリテン・ビーズと契約した。11試合に先発登板して4勝3敗・防御率3.42・42奪三振の成績を残した。

### ブルージェイズ傘下時代
2018年7月5日にブルージェイズとマイナー契約を結び、傘下のAAA級バッファロー・バイソンズ へ配属された。オフの11月2日にFAとなった。

### 独立リーグ復帰
2019年4月24日にニューブリテン・ビーズと再び契約した。その後5月21日に現役引退を表明した。

## 投球スタイル
投球の大部分を最速96mph（約154.4km/h）のシンキング・ファストボール(先発時は89～93mph)とスライダーが占めており、チェンジアップはまだ発展途上である。沈む速球でゴロを打たせる投球スタイルであったが、ゴロアウト率は年々減少傾向にある。
大学時代はリリーバーで、プロ入り後も先発とリリーフで起用方が定まっていなかった。2010年からは先発投手として起用されており、まだ目立った成績は残せていないがスカウト陣の評価は高い。球種が少ないため、先発ではなくクローザー候補として期待する声もあった。2015年6月から契約しているNCダイノスでは、先発として安定した投球を見せた。

## 詳細情報

### 年度別投手成績
| 年 度    | 球 団    | 登 板 | 先 発 | 完 投 | 完 封 | 無 四 球 | 勝 利 | 敗 戦 | セ 丨 ブ | ホ 丨 ル ド | 勝 率 | 打 者 | 投 球 回 | 被 安 打 | 被 本 塁 打 | 与 四 球 | 敬 遠 | 与 死 球 | 奪 三 振 | 暴 投 | ボ 丨 ク | 失 点 | 自 責 点 | 防 御 率 | W H I P |
| -------- | -------- | ----- | ----- | ----- | ----- | -------- | ----- | ----- | -------- | ----------- | ----- | ----- | -------- | -------- | ----------- | -------- | ----- | -------- | -------- | ----- | -------- | ----- | -------- | -------- | ------- |
| 2011     | TOR      | 3     | 3     | 0     | 0     | 0        | 0     | 1     | 0        | 0           | .000  | 75    | 16.2     | 26       | 2           | 5        | 1     | 1        | 10       | 1     | 1        | 9     | 9        | 4.86     | 1.86    |
| 2011     | CWS      | 10    | 8     | 1     | 1     | 0        | 2     | 5     | 0        | 0           | .286  | 222   | 50.2     | 64       | 9           | 13       | 1     | 1        | 35       | 1     | 0        | 35    | 35       | 6.22     | 1.52    |
| '11計    | CWS      | 13    | 11    | 1     | 1     | 0        | 2     | 6     | 0        | 0           | .250  | 297   | 67.1     | 90       | 11          | 18       | 2     | 2        | 45       | 2     | 2        | 44    | 44       | 5.88     | 1.60    |
| 2012     | CWS      | 18    | 1     | 0     | 0     | 0        | 1     | 2     | 0        | 0           | .333  | 134   | 30.0     | 41       | 10          | 4        | 0     | 0        | 16       | 0     | 0        | 26    | 20       | 6.00     | 1.50    |
| 2012     | BOS      | 2     | 2     | 0     | 0     | 0        | 0     | 2     | 0        | 0           | .000  | 34    | 5.2      | 17       | 4           | 0        | 0     | 1        | 3        | 0     | 0        | 14    | 14       | 22.24    | 3.00    |
| '12計    | BOS      | 20    | 3     | 0     | 0     | 0        | 1     | 4     | 0        | 0           | .200  | 168   | 35.2     | 58       | 14          | 4        | 0     | 1        | 19       | 0     | 0        | 40    | 34       | 8.58     | 1.74    |
| 2015     | NC       | 19    | 19    | 0     | 0     | 0        | 8     | 2     | 0        | 0           | .800  | 488   | 117.2    | 116      | 7           | 26       | 0     | 6        | 109      | 4     | 1        | 37    | 35       | 2.68     | 1.21    |
| 2016     | NC       | 27    | 27    | 0     | 0     | 0        | 12    | 8     | 0        | 0           | .600  | 653   | 150.0    | 160      | 11          | 55       | 1     | 8        | 118      | 4     | 0        | 79    | 76       | 4.56     | 1.43    |
| MLB：2年 | MLB：2年 | 33    | 14    | 1     | 1     | 0        | 3     | 10    | 0        | 0           | .231  | 465   | 103.0    | 148      | 25          | 22       | 2     | 3        | 64       | 2     | 2        | 84    | 78       | 6.82     | 1.65    |
| KBO：2年 | KBO：2年 | 46    | 46    | 0     | 0     | 0        | 20    | 10    | 0        | 0           | .667  | 1141  | 267.2    | 276      | 18          | 81       | 1     | 14       | 227      | 8     | 1        | 116   | 111      | 3.73     | 1.33    |

### 背番号
- 56（2011年 - 同年途中）
- 48（2011年途中 - 2012年途中）
- 47（2012年途中 - 同年終了）
- 31（2015年 - 2016年）